# لانه افعی
لانهٔ افعی (به انگلیسی: The Viper's Nest) جلد هفتم مجموعهٔ ۳۹ سرنخ اثر لیندا سو پارک است.

## داستان
می و دن در دفتر یکی از رقیبانشان یک هشدار دریافت می‌کنند که آنها را به آفریقای جنوبی می‌فرستد. همچنین، نشانه‌هایی از بودن پدر و مادرشان در آفریقای جنوبی پیدا می‌کنند….